# CHARA
Chara（チャラ、1968年1月13日 - ）は、日本のミュージシャン、女優、音楽プロデューサー。
埼玉県川口市出身
独特かつ個性的な歌声とオリジナリティ溢れる楽曲を特徴とし、ファッション・アイコンとしても知られる。

## 略歴

### デビューまで
父、母、妹の4人家族の長女として育つ。4歳からピアノを始め、小学校の頃から作曲を始める。9歳の時にCHARAというニックネームがつく（由来は人物の項参照）。
中学時代に『アメリカン・グラフィティ』や『Ain't No Mountain High Enough』を歌うダイアナ・ロスなどに影響される。高校入学後、『アメリカン・グラフィティ』に登場するローラースケート姿のウェイトレスへの憧れから、ローラースケートを始める。高校卒業後、ピアノの調律の専門学校に入学するが、持っていたイメージとの相違が原因で1年で退学。
高校生の頃からアマチュアバンドの手伝いでキーボードを弾いていたが、曲作りには興味があったものの歌は勧められても歌わなかった。19歳の時に失恋をしたことがきっかけで曲が出来たため、それを歌うために20歳の時にボーカルに転身。新宿RUIDOで初ステージを踏み、六本木のバーでローラースケートのウェイトレスとしてバイトをしながらライブ活動を続ける。

### デビュー
デモテープがきっかけとなり、1991年9月シングル「Heaven」でEpic/Sony Records（現・エピックレコードジャパン）よりデビュー。1992年、セカンドアルバム『SOUL KISS』で第34回日本レコード大賞ポップス・ロック部門のアルバム・ニューアーティスト賞を受賞。1993年、サントリーリザーブのシリーズCM「リザーブ友の会」、資生堂「PJラピス」のCMに出演。また、ファンクラブ「チャラクラ」もこの年に発足した。
1993年、気鋭の若手映画監督として注目を集めていた岩井俊二からのオファーを受け、映画『PiCNiC』（1996年公開）に出演を決める。 
1996年、岩井俊二監督の映画『スワロウテイル』に主演。劇中に登場するバンド「YEN TOWN BAND」名義でのシングル「Swallowtail Butterfly 〜あいのうた〜」は初のオリコンシングルチャート1位を獲得。また、同作で第20回日本アカデミー賞優秀主演女優賞を受賞。1997年、アルバム『Junior Sweet』がオリコン初登場1位を獲得し、ミリオンセラーを記録。同年11月には土屋公平のプロジェクトによる「CHARA with THE 99 1/2」名義でシングルを発表。
1999年、YUKIと「Chara+YUKI」を結成、シングルを発表。同年、長男を出産。2001年、「Mean Machine」にドラムとして参加し、シングル2枚とアルバム1枚を発表。

### インディーズ活動期
2003年以降、エピックとの契約終了後はレコード会社には所属せず、インディーズでの活動となる。2005年にアルバム『something blue』を2000枚限定で発売したほか、ファンクラブ会員限定ライブ「チャラクラパーティー」を複数回開催。また、新居昭乃とのユニット、「cold sugar」（あきのちゃら）や「a quiet alertness」名義でのライブ活動も行った。
2011年以降も『うたかた』『inner peace』など数枚のアルバムは自主制作で発表している。

### メジャー復帰 - YEN TOWN BAND、活動再開
2006年よりユニバーサルミュージックに移籍し、メジャーでの音楽活動を再開。2007年2月、約4年ぶりのメジャーでのオリジナル・アルバム（10th）『UNION』を発表、全国ツアーも開催した。
2008年2月、夫の浅野が主演を務めた映画「モンゴル」が第80回アカデミー賞外国語映画賞にノミネートされ、授賞式が行われるロサンゼルスにて夫婦揃って会見を行い話題となった。同年4月より、音楽番組『音楽ば〜か』のMCを担当。同年9月、映画『蛇にピアス』で映画の主題歌を担当、原作者の金原ひとみと主題歌「きえる」の詞を共作した。
2012年、9年ぶりに古巣であるソニー系列のキューンミュージックへレーベル移籍。
2013年、200曲以上の楽曲から厳選したセルフカバー・アルバム『JEWEL』を発売。
2014年、クロスカンパニー社のグローバル新ブランド「KOE」のブランドアンバサダーに愛娘SUMIREと共に抜擢され、初のCM親子共演を果たす。またそのイメージソングとして「Rainbow」「せつなくてごめんね」を書き下ろす。
2015年9月12日、YEN TOWN BANDが『大地の芸術祭 越後妻有アートトリエンナーレ2015』で約12年ぶりのライブを行う。12月2日には19年振りにシングル「アイノネ」をリリースし、合わせてアルバム『MONTAGE』のリマスター盤も発売。これを機に、CHARAとしての活動も活発化となり、定期的にTVやメディア等に出演を果たす。翌年には、Kj（Dragon Ash）がゲスト参加をしたシングル「my town」の発売や、およそ20年振りとなるオリジナル・アルバム『diverse journey』を発売するなど定期的に活動を続けた。

### デビュー25周年 - 現在
2016年9月、デビュー25周年を迎えた。デビュー日に当たる9月21日には25周年記念プロジェクトの環として、19年前に発売した最大のヒットアルバム『Junior Sweet』のリマスター盤と再現ツアーや、自身としては初の45曲を選曲したオールタイム・ベスト『Naked & Sweet』を立て続けにリリースした。また、22年前の1994年に開催されたツアー唯一の会場であった日本武道館公演の映像を蔵出しし、当時の公演日程だった11月11日だけの限定上映がなされた。
2017年7月19日、25周年の締めくくりとして、オリジナル・アルバム『Sympathy』を発売。同アルバムには、岸田繁（くるり）・ケンモチヒデフミ（水曜日のカンパネラ）らが参加。この頃にも積極的な楽曲提供を行っており、新山詩織や倖田來未といったアーティストにも全面プロデューサーとして関わっている。
2018年、ユニバーサルミュージックからダンスミュージック主体のアルバム『Baby Bump』を発表。
2021年4月2日公開の映画『ゾッキ』（監督：竹中直人・山田孝之・齊藤工）にてキャリア初の音楽監督をつとめ、主題歌を息子HIMIと歌う。
2021年9月、デビュー30周年を迎えた。同月20日、LINE CUBE SHIBUYAでのデビュー30周年記念公演『Chara's Time Machine: 30th Anniversary Live』開催。日本コロムビアへのレーベル移籍を発表。21日にはデビュー・シングル「Heaven」を7inchアナログで再発売。
2021年秋冬シーズンのGUイメージキャストに登場した。
2021年11月6日、映画『スワロウテイル』公開25周年を記念して、KURKKU FIELDSにてYEN TOWN BANDとして1日限りのスペシャルライヴを開催。
2021年12月20日、デビューから30年の軌跡を辿る書籍『Chara’s Time Machine Book』発売。
2022年、オーケストラ公演「billboard classics Chara 30th ANNIVERSARY Premium Symphonic Concert 2022- Charaʼs Time Machine -」を3月27日に兵庫県⽴芸術⽂化センター KOBELCO⼤ホールと、4月15日にBunkamuraオーチャードホールにて開催。

## 人物
CHARAというニックネームがついた9歳の頃の自分が「インナーチャイルド」として内に存在していて、そのおかげで音楽活動や愛する人達との生活ができると語っている。また、CHARA自身を楽しませることのできるインナーチャイルドを「happy toyちゃん」（2007年）、自分の中に存在する陽の部分を「キャロルちゃん」、陰の要素を持った女の子を「リリコちゃん」（2009年）と呼んでいる。キャロルとリリコは背中合わせで存在する同一人物で、顔がキャロルで心がリリコの時もあるとのこと。陰と陽のバランスを取ることが大事であると語っている。
ニックネームの由来は、当時発売された粗挽きソーセージの「あらびき」とcharaの旧姓の語感が似ていたために「粗挽き」と呼ばれるようになったことが始まりで、「チャラびき」に変化した後、学校の先生に「チャラ」と呼ばれそれが定着し今日に至っている。2023年6月4日に公開した自身のInstagramを通じて、改めてCHARAの由来が"チャラチャラしている"からではないことを綴り、また、自身の本名が「美和（みわ）」であることを公表した。
ルミネのイメージキャラクター「ルミ姉」の声を担当。
東京都渋谷区にあるセレクトショップ「dual」で取り扱っているアリス・マッコール (Alice McCALL) の製品がお気に入りで、その中でもワンピースが大好きであると語っている。
背中に青い鳥、うなじにスミレの花の入れ墨を施している。青い鳥の入れ墨は、幼い頃から好きだった童話の青い鳥を基に、幸せや愛の象徴として彫ったとのこと。

### 私生活
1994年の春、岩井俊二監督の映画『PiCNiC』で共演した俳優の浅野忠信と出会い、交際を始める。同年、日本武道館でのライブを2日後に控えた11月9日に妊娠が判明なお、武道館公演の模様はお蔵入りとなってしまい、今まで映像化は実現しなかったが、23年の時を経て2016年11月11日に『1994.11.11.CHARA「Happy Toy Tour 」in 日本武道館』と題して1日限定で映画館にて上映された（この模様は5日後の11月16日に発売したベストアルバム『Naked & Sweet』の初回限定盤に付属のDVDにて初ソフト化となった）。1995年3月31日に入籍。婚姻届提出の後に渋谷の路上で指輪を交換したという。同年7月4日に長女SUMIREを出産、1999年12月19日に長男佐藤緋美を出産。以後、ベビーシッターを利用するなどして育児と芸能活動を両立していくこととなる。
2009年7月24日、苗場スキー場にて開催のフジロックフェスティバルに出演（夫の浅野も別のステージでDJとして出演予定だったが雨天のため中止）。翌25日、公式ウェブサイトにて浅野と協議離婚したことを連名で発表、14年余りの結婚生活にピリオドを打った。離婚届は代理人によって25日午前0時過ぎに都内の区役所に提出された。浅野は仕事のため多い時で年間7割ほど家を空ける年もあったこと、数ヶ月前から急に離婚に向けての話し合いが進展し別居を経て離婚に至ったこと、長女長男共にCHARAが親権を持つこと、慰謝料はないことなどを浅野の所属事務所が明かした。

### 音楽性
ソウルやR&Bにルーツを持つ。
ウィスパーボイスやストロングボイスといった発声法を用いている。また、2007年のNHKホールでのコンサートで自身の声が年月と共に変化していることに触れ、「声って成長する」と語った。
作詞においては、「うつす」などの同訓異字を平仮名で歌詞に取り入れることで、複数の意味（ダブルミーニング）を持たせる手法を用いる。作詞前の曲をハナモゲラ語で歌い歌詞をつけていく方法も取る事があるという。
10代の頃に最も影響を受けたミュージシャンはプリンスであり、現在も共作を望んでいると語っている。

### サポートメンバー
バックバンドの名称は"Aurora Band"（オーロラ・バンド）。2017年には長年活動を共にしてきたオーロラ・バンドとは異なる小編成のバンドとツアーを回った。

#### 主なメンバー
- 名越由貴夫（コーパス・グラインダーズ、YEN TOWN BAND、Lily Chou-Chou） - ギター。「タイムマシーン」（作曲は吉村秀樹と、編曲はホッピー神山との共作）、「大切をきずくもの」（編曲）。
- 會田茂一（アイゴン） - ギター。アルバム『マドリガル』で楽曲を提供。
- 清水ひろたか -  ギター。
- 横山英規（Demi Semi Quaver） - ベース。
- 笠原敏幸 - ベース。
- 高桑圭（Curly Giraffe、元GREAT3） - ベース、バンマス。
- 砂山淳一 - ベース。
- marter（マーテル） - ベース。
- キタダマキ - ベース。
- 中幸一郎（Demi Semi Quaver） - ドラム。
- 椎野恭一 - ドラム。
- 白根賢一（GREAT3） - ドラム。2017年に初めてオーロラ・バンドのバンマスとなる[41]。
- ASA-CHANG（ASA-CHANG&巡礼、元東京スカパラダイスオーケストラ） - パーカッション、ドラム。
- mabanua - ドラム、マニピュレーター、ハーモニー、ボーカル。
- 只熊良介 - ドラム。
- 山崎 KEYCO 透（キーコ） - キーボード&コーラス。
- 五十嵐慎一 - キーボード、バンマス。
- 伊澤一葉 - キーボード。
- Kan Sano（佐野観） - キーボード。
- 皆川真人 - キーボード。楽曲のプロデュースも手がける[41]。
- 庵原良司（テナー、アルト、ソプラノ・サックス、フルート他）
- 新居昭乃 - コーラス。
- 加藤哉子（元CANNABIS） - コーラス。
- ミッシェル - コーラス、アコースティックギター。
- 竹本健一 - コーラス。
- 権藤知彦 - マニピュレーター、キーボード、フリューゲルホルン、トランペット。
- 成田真樹 - マニピュレーター。

### 他名義・参加ユニット
- YEN TOWN BAND（1996年・2015年  - 2016年）
  - 主演映画「スワロウテイル」の劇中に登場するバンド。ボーカル担当。
- CHARA with THE 99 1/2（1996年）
  - 土屋公平のソロプロジェクト「THE 99 1/2」 (ナインティーナイン・アンド・ハーフ)にボーカルで参加。
- Chara+YUKI（1999年・2020）
  - 「ちゃらゆき」と読む。YUKIとのユニット。ボーカル・作詞・作曲（共作）担当。
- Mean Machine（2001年）
  - ドラム担当。
- Cold sugar（2005年）
  - 新居昭乃とのユニット。「あきのちゃら」から2006年に名称を変更。
- a quiet alertness（2005年）
  - 名越由貴夫、キーコ、清水ひろたか、成田真樹とのユニット。
- m-flo loves Chara（2007年）
  - m-floとのユニット。楽曲は『Love to Live By』となる。
- Chara×韻シスト（2014年）
  - 大阪の生音HIP HOPバンド 韻シストとタワーレコードの企画により、両者によるコラボ曲『I don't know』の音源化が実現。

## 作品

### シングル

#### 配信限定シングル
| 発売日                                            | タイトル                            | 形態                                | 備考 | 初出アルバム                        |                                     |                                     |                                     |                                     |                                     |
| INDEPENDENT レーベル (インディーズ)               | INDEPENDENT レーベル (インディーズ) | INDEPENDENT レーベル (インディーズ) | INDEPENDENT レーベル (インディーズ) | INDEPENDENT レーベル (インディーズ) | INDEPENDENT レーベル (インディーズ) | INDEPENDENT レーベル (インディーズ) | INDEPENDENT レーベル (インディーズ) | INDEPENDENT レーベル (インディーズ) | INDEPENDENT レーベル (インディーズ) |
| ------------------------------------------------- | ----------------------------------- | ----------------------------------- | --- | ----------------------------------- | ----------------------------------- | ----------------------------------- | ----------------------------------- | ----------------------------------- | ----------------------------------- |
| 2005年7月6日                                      | 光の庭                              | デジタル・ダウンロード              | - 作詞・作曲:Chara 詳細 映画『皇帝ペンギン』日本版イメージソング。デジタル配信。 | 未収録                              |                                     |                                     |                                     |                                     |                                     |
| ユニバーサルミュージック レーベル (メジャー)      |                                     |                                     | |                                     |                                     |                                     |                                     |                                     |                                     |
| 2010年                                            | Toy Soldier                         | デジタル・ダウンロード              | - 作詞:Chara - 作曲:mabanua 詳細 関西テレビ・フジテレビ系『グータンヌーボ』エンディングテーマ。着うた配信（『Dark Candy』発売前の先行配信）。 プロデュースはOvallのドラマー、mabanuaが担当。 | Dark Candy                          |                                     |                                     |                                     |                                     |                                     |
| 2011年8月3日                                      | 伝言                                | デジタル・ダウンロード              | - 作詞・作曲:Chara | 未収録                              |                                     |                                     |                                     |                                     |                                     |
| キューンミュージック レーベル (メジャー)          |                                     |                                     | |                                     |                                     |                                     |                                     |                                     |                                     |
| 2016年12月14日                                    | Sweet Sunshine                      | デジタル・ダウンロード              | - 作詞・作曲:Chara 詳細 東京・渋谷マークシティ「Singing Christmas ～私色を奏でよう～」公式テーマソング                                                                                       | Sympathy                            |                                     |                                     |                                     |                                     |                                     |
| 2017年5月31日                                     | Sympathy                            | デジタル・ダウンロード              | - 作詞・作曲:Chara 詳細 大塚製薬「ファイブミニ」TVCMソング | Sympathy                            |                                     |                                     |                                     |                                     |                                     |
| 2017年10月18日                                    | 勝手に流れる涙が好きよ              | デジタル・ダウンロード              | - 作詞・作曲:Chara 詳細 PEACH JOHN「STAR IN THE CITY」イメージソング | 未収録                              |                                     |                                     |                                     |                                     |                                     |
| 日本コロムビア / NIPPONOPHONE レーベル (メジャー) |                                     |                                     | |                                     |                                     |                                     |                                     |                                     |                                     |
| 2023年6月7日                                      | ohhh!                               | デジタル・ダウンロード              | | 未収録                              |                                     |                                     |                                     |                                     |                                     |

### 非売品CD
- Sound Catalog Chara Special Violet Blue（1993年）

資生堂の広告が印刷されたレコード会社主導の非売品カタログ。
Charaのトークと未発売曲「Pretty In Pink」（作曲：大沢誉志幸）他全4曲収録。
- おたんじょうびのうた

『こどもちゃれんじ』の「おたんじょうび記念号」に付属するCD（2008年度）。

### アルバム

#### 再発盤
| 2016年9月21日 | Junior Sweet -25th Anniversary Edition- | CD+Blu-ray CD | KSCL-30025/6 (完全生産限定盤) KSCL-30027 (通常盤) | 72位 |

### 参加楽曲
- 岡村靖幸「パラシュート★ガール」- 1992年。ゲストボーカル。
- チチ松村「世界一陽気な男と世界一陰気な女」「Everytime We Say Good-bye」- 1993年。ゲストボーカル。
- oh! penelope「I WANT YOU」－コーラス。
- GREAT3「CALiGULA」- 1998年。コーラス・作詞（共作）。
- 浅野忠信「12月」- 1999年。コーラス。bloodthirsty butchersのトリビュートアルバムに収録。
- Towa Tei feat.CHARA「Let Me Know」- 1999年。ボーカル。
- SATOSHI TOMIIE feat.CHARA「ATARI」- 2000年。ボーカル。
- atami「MICA」- 2001年。ボーカル。
- N.M.L.「ZERO LANDMINE」 - 2001年。ボーカル。
- Kyoto Jazz Massiveカバー集『RE KJM』COSMIC VILLAGE feat.CHARA「MIND EXPANSIONS」- 2004年。ゲストボーカル。
- 山下久美子『Duets』「やさしさに包まれたなら」- 2005年。ゲストボーカル。
- 東京スカパラダイスオーケストラ「サファイアの星」- 2006年。ゲストボーカル。スカパラがゲストボーカルを招く「歌モノ・3部作」の第2弾。
- 松田聖子トリビュート・アルバム『Jewel Songs 〜Seiko Matsuda Tribute & Covers〜』「瞳はダイアモンド」- 2006年。ボーカル。
- m-flo『COSMICOLOR』m-flo loves Chara「Love to Live By」- 2007年。ゲストボーカル。
- 菅野よう子『CMようこ』菅野よう子&CHARA「MAGICSWEETS」「MAGICSWEETS -Masao Nisugi Remix-」- 2007年。ゲストボーカル。2002年資生堂ピエヌCMソング。
- TK from 凛として時雨『Fantastic Magic』feat.CHARA「Shinkiro」- 2014年。ゲストボーカル。
- ベースメント・ジャックス『Wherever You Go』 - 2014年。ゲストボーカル[43]。
- 倖田來未『W FACE 〜inside〜』「My fun」- 2017年。サウンドプロデューサーでのゲスト参加[44]。
- millennium parade『Stay!!!』- 2019年。ゲストボーカル[45]。
- Salyuトリビュート・アルバム『Salyu 20th Anniversary Tribute Album "grafting"』「VALON-1」 - 2024年。ボーカル。

### 提供楽曲
- 中山美穂「いたずらにまねしたり…」（1994年、アルバム『Pure White』に収録。）
作詞：Chara・中山美穂、作曲：Chara、編曲：U-SUKE
- 内田有紀「もぉ いや」（1996年、アルバム『愛のバカ』に収録。）
作詞・作曲：Chara、編曲：渡辺善太郎
- りょう「キエテヨ」（1998年、NHK-BS『真夜中の王国』水曜日オープニングテーマ。アルバム『Indigo Blue』に収録。）
作詞：Chara・りょう、作曲：Chara・大沢伸一、編曲：大沢伸一
- 三代目魚武濱田成夫「あおぞら」（1998年、アルバム『歌・三代目魚武濱田成夫 』に収録）
作詞・作曲：Chara
- SPEED「KISS」（2003年、アルバム『BRIDGE』に収録。）
作詞：Chara・EMA、作曲：Chara、編曲：成田真樹・五十嵐慎一
- MISIA「Mama Says」（2004年、アルバム『SINGER FOR SINGER』に収録。）
作詞・作曲：Chara、編曲：鈴木賢治
- ティーナ（CV：水城レナ）「だいすきなとき」（2005年、アルバム『キャラクターソング あつまれ!セサミストリート』に収録。）
作詞：武田浩、作曲・編曲：Chara
- V6「candy」- （2007年、アルバム『Voyager』の初回限定盤Bに特典ボーナスCDに収録。歌は森田剛。）
作詞・作曲・プロデュース：Chara、編曲：Chara・蔦谷好位置
- 新垣結衣「Only you」（2009年、アルバム『hug (新垣結衣のアルバム)|hug』に収録。）
作詞・作曲：Chara、編曲：蔦谷好位置
- 豊崎愛生「ぼくを探して」（2010年、シングル曲。2011年、アルバム『love your life,love my life』にも収録。）
作詞：Chara・加藤哉子、作曲：Chara、編曲：SWING-O a.k.a.45（origami）
- 高橋瞳「Fire Ball」（2011年、アルバム『PICORINPIN』に収録）
作詞：Chara・Hitomi Hitomitti、作曲：Chara、編曲：Chara・田渕ひさ子
- Sowelu「MISTY」（2012年、アルバム『29 Tonight』に収録）
作詞：Sowelu、作曲・編曲：Chara
- 松田聖子「LuLu!!」（2013年、シングル曲、アルバム『A Girl in the Wonder Land』にも収録）
作詞：松田聖子、作曲：Chara、編曲：小倉良・栗尾直樹
- 松田聖子「ひみつ」（2013年、アルバム『A Girl in the Wonder Land』に収録）
作詞・作曲：Chara、編曲：小倉良・栗尾直樹
- 豊崎愛生「LiLi A LiLi」（2013年、アルバム『Love letters (豊崎愛生のアルバム)|Love letters』に収録）
作詞・作曲・編曲：Chara
- でんぱ組.inc「ニューロマンティック」（2014年、初回限定 最上もが盤のカップリング曲として収録。）
作詞・作曲：Chara、編曲：Chara・白根賢一（GREAT3）
- Yun*chi「Jelly*」（2015年、アルバム『Pixie Dust*』に収録）
作詞・作曲・編曲・プロデュース：Chara
- 安藤裕子「やさしいだけじゃ聴こえない」（2016年、アルバム『頂き物』に収録。）
作詞・作曲・編曲：Chara
- Little Glee Monster「Feel Me」（2016年、アルバム『Colorful Monster』、シングル『はじまりのうた』にライブバージョンが収録。）
作詞・作曲・編曲：Chara
- 倖田來未「My fun」（2017年、アルバム『W FACE 〜inside〜』に収録。）
作詞：Chara・倖田來未、作曲・編曲：Chara
- 新山詩織「さよなら私の恋心」（2017年、新山詩織の9thシングル）
作詞：Chara・新山詩織、作曲・編曲：Chara
- YUKI「24 hours」（2019年、アルバム『forme』に収録。）
作詞：YUKI、作曲：Chara、編曲：YUKI・皆川真人・Chara
- 松岡茉優「星屑コーリング」（2019年）
作詞・作曲・プロデュース：Chara、編曲：Chara・TENDRE
- 木村カエラ「曖昧ME」（2019年、アルバム『いちご』に収録。）
作詞：kaela、作曲・編曲：Chara
- 木村カエラ「ミモザ」（2019年、アルバム『いちご』に収録。）
作詞：kaela、作曲：Chara、編曲：Teppei
- 伊藤美来「vivace」（2020年、アルバム『Rhythmic Flavor』に収録。）
作詞・作曲：Chara、編曲：Kai Takahashi
- KAT-TUN「夜は空いてる」（2022年、アルバム『Honey』に収録。歌は亀梨和也。）
作詞・作曲：Chara、編曲：小林武史

### ミュージック・ビデオ
| 監督             | 曲名 |
| ---------------- | --- |
| 浅野忠信         | 「大切をきずくもの」 |
| 石井聰亙         | 「スカート」「スカート（ロングバージョン）」 |
| 岩井俊二         | 「Swallowtail Butterfly〜あいのうた〜」 |
| 上原桂           | 「あれはね」 |
| Epic Visual      | 「月と甘い涙」 |
| 川口潤           | 「call me from DVD「LIVE LIFE 2〜Chara Tour 2008「honey」〜」」 |
| 喜田夏記         | 「蝶々結び」 |
| 志賀匠           | 「Rachel」 |
| 島田大介         | 「Crazy for you」「FANTASY」「やさしい気持ち (Special Kiss ver.)」「プラネット」「ボクのことを知って」 |
| 信藤三雄         | 「初恋」 |
| 多田卓也         | 「TROPHY」「X'mas Spirit!」 |
| 中島哲也         | 「光と私」 |
| 長嶋りかこ       | 「オルタナ・ガールフレンド」 |
| 長谷井宏紀       | 「call me」 |
| BUNYANO          | 「みえるわ」 |
| 針谷建二郎       | 「世界」 |
| 番場秀一         | 「breaking hearts」「hug」「片想い」 |
| 平野文子         | 「Cherry Cherry」「kiss」「レモンキャンディ」 |
| Braine & Justine | 「70%-夕暮れのうた」「やさしい気持ち」 |
| 舞山秀一         | 「ボクにうつして」 |
| RYOSUKE MAEDA    | 「タイムマシーン」 |
| 不明             | 「チャラのブギーシューズ」「愛の火★3つ★オレンジ」「DUCA」「HEAVEN」「SWEET」「あたしなんで抱きしめたいんだろう?」「シャーロットの贈り物」「ミルク」「ラブラドール」「愛の自爆装置」「罪深く愛してよ」「大きな地震が来たって」「恋文」 |

## 出演

### 映画
- PiCNiC（1994年製作、1996年公開、監督：岩井俊二） - ココ 役 ※浅野忠信とW主演
- スワロウテイル（1996年公開、監督：岩井俊二、音楽：小林武史） - グリコ 役 ※主演

### テレビ
- VIDEO JAM（テレビ朝日） - ROLLYと共に司会を担当
- J-POP a（エース）民生がCHARAが飲んで歌って90分（1999年2月26日、NHK）[46]
- 音楽ば〜か（2008年4月19日 - 2010年9月26日、テレビ東京） - 第3回より番組オブザーバー（MC）として出演

### 配信ドラマ
- すべて忘れてしまうから（2022年9月14日配信開始、ディズニープラス） - カオル 役[47]

### テレビドラマ
- ドラマ25「すべて忘れてしまうから」（2023年10月14日〈13日深夜〉 - 、テレビ東京） - カオル 役 ※上記配信ドラマの地上波放送[48]

### ラジオ
- ミューズノート（2013年4月 - 2014年3月、NHK-FM）  - パーソナリティ
- Peaceful Sunset（2020年10月 - 2021年3月、bayfm）[49]
- Goodnight Moon（2021年4月 - 2022年3月、bayfm）

### CM
- 日本コカ・コーラ「スプライト」クール（1986年）
- サントリースピリッツ「サントリーリザーブ」（1993年） - 「リザーブ友の会」の一人として、本木雅弘らと共演。
- 資生堂「ラピス」（1993年） - 口紅のイメージキャラクターとして出演。
- トヨタ・スターレットジーンズ（1994年）
- ソニー・カセットテープ「X」シリーズ（1995年） - 本人出演で、楽曲は「Happy Toy」を採用。
- ルミネ / NEWoMan - アニメーションキャラクター「ルミ姉」の声を担当[50]。
- 朝日新聞 - コインランドリーで新聞を読んでいる女性役で出演。
- キリンビバレッジ「午後の紅茶」（2000年） - 「大切をきずくもの」を口ずさんでいる[51]。
- カネボウ化粧品「T'ESTIMO（2006年） - 水川あさみと共演。ピアノを弾きながら「FANTASY」を歌っている[52]。
- オルビス「アクアフォース・エキストラローション」（2009年） - 使用楽曲は「miss you」。
- フォルクスワーゲン・up!（2012年） - 久保田利伸と共演。使用楽曲は「Waiting for You」。
- タマホーム（2015年） - 娘のSUMIREと共演[53]。
- 東京メトロ（2016年） - 自身がボーカルを務めるYEN TOWN BANDの「my town」がCMソングとして使用された[54]。
- 大塚製薬「ファイブミニ」（2017年） - 使用楽曲は「Sympathy」[55]。
- ユニクロクリスマスキャンペーン「ユニクロのクリスマス」（2017年） - 「Jingle Bells」を歌唱[56]。
- サントリー「ほろよい」（2023年） - 古川琴音と共演。使用楽曲は「やさしい気持ち」（春野によるカバー）[57]。

### イベント
- 1993年07月25日 - FM802 MEET THE WORLD BEAT 1993
- 1997年07月27日 - FM802 MEET THE WORLD BEAT 1997
- 1998年09月20日 - SPACE SHOWER TV SWEET LOVE SHOWER 1998
- 2004年08月14日 - RISING SUN ROCK FESTIVAL 2004 in EZO
- 2005年07月18日 - ap bank fes '05
- 2006年08月06日 - ROCK IN JAPAN FESTIVAL 2006
- 2006年08月12日,13日 - SUMMER SONIC 2006
- 2007年04月28日 - ARABAKI ROCK FEST.07
- 2007年08月03日 - ROCK IN JAPAN FESTIVAL 2007
- 2007年08月26日 - MONSTER baSH 2007
- 2009年05月03日 - 亀田誠治 presents 亀の恩返し
- 2009年07月24日 - FUJI ROCK FESTIVAL '09
- 2009年08月09日 - WORLD HAPPINESS 2009
- 2009年08月15日 - RISING SUN ROCK FESTIVAL 2009 in EZO
- 2011年07月05日 - VOICES meets Romantic Beat -Pray for Stars-
- 2011年07月18日 - ap bank fes '11 Fund for Japan
- 2011年08月06日 - ROCK IN JAPAN FESTIVAL 2011
- 2011年09月25日 - 凛として時雨 presents "トキニ雨#13 ～Tornado Edition～"
- 2011年12月29日 - COUNTDOWN JAPAN 11/12
- 2012年04月21日 - キューンレコード20周年記念イベント『キューン20 イヤーズ&デイズ』
- 2012年05月02日 - 忌野清志郎 ロックン・ロール・ショー 日本武道館 Love&Peace
- 2012年07月16日 - ASIAN KUNG-FU GENERATION presents NANO-MUGEN FES.2012
- 2012年08月03日 - ROCK IN JAPAN FESTIVAL 2012
- 2012年08月29日 - MARK'E Rolling 60
- 2012年12月18日 - 木村カエラ presents オンナク祭オトコク祭 2012
- 2013年01月13日 - 新春恒例「渋さ知らズ大オーケストラ」ワンマンライブ
- 2013年01月23日 - 「オトナの!フェス」 OTO-NANO FES
- 2013年03月31日 - 金子マリ たっぷり金子な7日間・2013
- 2013年04月28日 - 日比谷野音空想旅団
- 2013年07月11日 - O-EAST presents 「Who Was In My Mirror?」
- 2013年07月26日 - FUJI ROCK FESTIVAL '13
- 2013年08月16日 - RISING SUN ROCK FESTIVAL 2013 in EZO
- 2013年09月08日 - RADIO BERRY ベリテンライブ2013 Special
- 2013年09月26日 - Chara x delofamilia Who Was In My Mirror?
- 2013年12月31日 - COUNTDOWN JAPAN 13/14
- 2014年05月04日 - OTOSATA Rock Festival 2014(「Chara×THE NOVEMBERS ×Yukio Nagoshi」で出演)
- 2014年05月18日 - THE NOVEMBERS TOUR – The World Will Listen –
- 2014年05月25日 - GREENROOM FESTIVAL '14
- 2014年06月07日 - 頂 2014(「Chara×韻シストBAND」で出演)
- 2014年08月03日 - ROCK IN JAPAN FESTIVAL 2014
- 2015年12月29日 - COUNTDOWN JAPAN 15/16
- 2016年01月19日 - VAMPS MTV Unplugged: VAMPS

## 書籍

### 著書
- のうみそGOODハッピー（1995年、ソニー・マガジンズ刊） - ファッション情報誌『PeeWee』での連載エッセイ「CHARAったら！」や写真等を収録。
  - のうみそGOODハッピー2（ 2000年、ソニー・マガジンズ刊）
- breaking hearts（2010年、祥伝社刊、写真家：島田大介） - 日記と詩、写真からなるCHARA初のパーソナルブック。「Chara breaking hearts tour 2010」の間に書かれたもの
- Little HEARTBEAT（2019年、ビームス刊） - 子ども向けの絵本。本書のための書き下ろし限定楽曲「まだみぬあなたへ」のCDが付属している。CHARAが「綿引美和」名義で物語を書き、実妹のイラストレーター「綿引光子」が絵を担当している[58]。
- Chara's Time Machine Book（2021年、小学館） - 30周年記念。

### 写真集
- CHARA ONE OCTAVE（1998年、スイッチ・パブリッシング刊、撮影：藤代冥砂） - ライブ写真集